# El complot dels anells
El complot dels anells és una pel·lícula de suspens dirigida pel català Francesc Bellmunt, basada en la novel·la homónima d'Assumpció Maresma (1988), i estrenada el 1988. Aquesta producció de Laurent Films va comptar amb un guió del director, així com de l'escriptor de novel·la negra Ferran Torrent. Els intèrprets principals varen ser Stephen Brennan, Ariadna Gil, Mònica Huguet i Josep M. Pou. Es va estrenar per primera vegada en obert per la televisió pública catalana el 6 de setembre de 1993.

## Argument
Mike O'Brian, un reporter televisiu estatunidenc de la cadena SBC, arriba a Barcelona - atapeïda de gent- quan la ciutat enllesteix els preparatius per a la celebració dels Jocs Olímpics, com tants altres periodistes l'estiu de 1992. La seva missió era únicament informar sobre l'ambient esportiu, però O'Brian pren contacte amb la realitat de Catalunya el porta a aprofundir en els aspectes polítics i s'interessarà molt més per desvelar les intrigues polítiques que no tenen suposadament res a veure amb l'esport. Entra en acció una dona, Muriel Basora, que l'incita a cercar pistes sobre un complot que comença amb un segrest fallit i una nit d'amor. Un grup armat, els independentistes del Front d'Alliberament Patriòtic (FAP), es vol apoderar del govern de la Generalitat abans de la celebració de la competició esportiva de masses. Una altra dona, Bàrbara Martí, de CTVC-4, està disposada a col·laborar amb ell per descobrir tot l'entramat revolucionari. La càmera del periodista ens introduirà al món apassionant que envolta l'esdeveniment olímpic, un món ple d'amenaces i de perill en el qual O'Brian es juga veritablement la vida.

## Repartiment
- Stephen Brennan (Mike O'Brian)
- Ariadna Gil (Muriel Basora)
- Mònica Huguet (Bàrbara Martí)

Stephen Brennan i Ariadna Gil, protagonistes del film

- Josep Maria Pou (Inspector en cap Boix)
- Antoni Moreno (Joan Giralt)
- Marc Martínez (Ferran)
- Francesc Navarro (Navarro)
- Ricard Masip (Mil cares)
- Joan Aranda (Basora)
- Paco Cano (President de la cambra)
- Joan Tarradas (President Soler)
- Isabel Rocatti (Marta Grau)